# Гродзовский, Герш Лейбович
Герш Ле́йбович Гродзо́вский  (3 мая 1923 — 30 мая 1985, Жуковский, Московская область) — учёный в области авиации и космоса, разработчик плазменно-ионных ракетных двигателей, доктор физико-математических наук, профессор, лауреат Ленинской премии (1966).

## Биография
Гродзовский окончил Воронежский авиационный институт в 1944 году и поступил на работу в ЦАГИ. 
В течение 1959 года проводил испытательные запуски разрабатываемого им ионного двигателя малой тяги на переделанных противоракетах В-1000 конструкции Петра Грушина. К началу 1960-х годов рядом ведущих институтов СССР было создано уже несколько моделей электрореактивных двигателей, которые надо было испытать на большой высоте в околоземном пространстве. Поэтому три научных центра страны: ЦАГИ, ЦИАМ и ЛИИ, — вышли с предложением изготовить ракету для испытания опытных образцов ЭРД на высотах до 400 км. Такой ракетой стала трёхступенчатая 1Я2ТА, её в кратчайшие сроки спроектировали, изготовили и использовали для запуска ионосферной лаборатории «Янтарь».
К осени 1970 года был создан и успешно испытан в реальном полёте воздушный ЭРД. Полученные результаты испытаний новой двигательной установки в октябре 1970 года были доложены на XXI конгрессе Международной астрономической федерации советской делегацией в составе: профессор Гродзовский, кандидаты наук Ю. Данилов, Н. Кравцов, М. Маров и В. Никитин, доктор В. Уткин, — в частности, была обнародована зарегистрированная скорость реактивной струи до 140 км/с.
До 1982 года руководил НИО-20 ЦАГИ, позднее работал в НИО-8. Входил в состав учрежденного в августе 1956 года Академией наук СССР Национального комитета СССР по теоретической и прикладной механике.

Могила Г. Л. Гродзовского на Быковском мемориальном кладбище

## Награды и звания
- Ленинская премия (1966) — за систематические экспериментальные и теоретические исследования по аэрогазодинамике баллистических ракет, космических аппаратов, баллистического спуска и их элементов (решение Президиума Комитета по Ленинским премиям от 19 апреля 1966 года, пункт 4) вместе с А. Ф. Кулябиным, В. В. Лунёвым, А. И. Тишковым, А. И. Уткиным, А. А. Чурилиным, Б. Н. Петровым, Ю. Я. Карпейским, Г. Ф. Телениным, М. Я. Юделовичем, О. М. Белоцерковским, Ф. И. Кондратенко и В. Д. Осиповым[5]
- Заслуженный изобретатель РСФСР
- Премия имени Н. Е. Жуковского
- Орден Трудового Красного Знамени

## Оценки
- Украинский учёный  в области авиации и космоса Б. Н. Кифоренко в предисловии к одной из своих монографий указывает[2]:

Основное влияние на формирование моих интересов к механике космического полета оказал заведующий 20-м отделением Центрального аэрогидродинамического института им. Н. Е. Жуковского, профессор МФТИ Георгий Львович Гродзовский. Он привлек меня к решению первой серьезной задачи механики космического полета, ввел в сообщество ученых, работавших в этой отрасли, и долгие годы влиял на выбор направлений моих исследований.